# Hugo Dinger
Hugo Moritz John Dinger (* 2. Juli 1865 in Cölln bei Meißen; † 28. März 1941 in Jena) war ein deutscher Dramaturg, Theaterleiter, Literaturwissenschaftler und Hochschullehrer. Er gilt als Begründer der Theaterwissenschaft als eigenständiger wissenschaftlicher Disziplin.

## Leben
Er war der Sohn der Kaufmanns Georg Dinger aus Dresden und kam in einem Vorort der Stadt Meißen zur Welt. Nach dem Besuch des Gymnasiums in Dresden-Neustadt wechselte er an das schwarzburgische Gymnasium in Sondershausen. Anschließend studierte er Philosophie und Kunstgeschichte an den Universitäten München, Berlin und Leipzig. Er promovierte zum Dr. phil. und habilitierte sich 1896. Im Anschluss wurde er an der Universität Jena Privatdozent, wo er 1905 zum außerordentlichen Professor berufen wurde. Zwischen 1900 und 1905 wirkte er als Dramaturg am Hoftheater in Meiningen. Später war er auch Intendant des Schwarzburgische Landestheaters in Sondershausen und Arnstadt. Bei der Reichstagswahl 1912 kandidierte er im Reichstagswahlkreis Pfalz (Bayern) 2 für den Bund der Landwirte, konnte sich in der Stichwahl aber nicht durchsetzen 1918 trat er in die DNVP ein und wurde einige Zeit später Mitglied des Stahlhelms und des Jungdeutschen Ordens.
1922 erhielt Hugo Dinger an der Universität Jena einen Lehrauftrag für Ästhetik und Dramaturgie in Jena. Er unterstützte in dieser Funktion u. a. den Kampfbund für deutsche Kultur, indem er sich am Aufruf zum „Aufbau eines neuen deutschen Kulturlebens und Schutz unserer Kulturgüter vor dem Kulturbolschewismus mit allen seinen gefährlichen Zersetzungserscheinungen“ beteiligte.
Nach der Machtergreifung der Nationalsozialisten 1933 wurde er Mitglied des Nationalsozialistischen Fliegerkorps (NSFK) und des Nationalsozialistischen Lehrerbunds. Er starb im März 1941 in Jena.

## Werke (Auswahl)
- Richard Wagners geistige Entwicklung. Versuch einer Darstellung der Weltanschauung Richard Wagners mit Rücksichtnahme auf deren Verhältnis zu den philosophischen Richtungen der Junghegelianer und Arthur Schopenhauers. Leipzig 1892.
- Die Meistersinger von Nürnberg, Studie, Leipzig 1892.
- Das Recht des Künstlers : Ein Beitrag zur Parsifal-Frage (Bibliothek des Börsenvereins des Deutschen Buchhandels e. V., Kiepenheuer, Leipzig 1913).